# Atlético Clube Juventus
L'Atlético Clube Juventus, noto anche semplicemente come Juventus, è una società calcistica brasiliana con sede nella città di Rio Branco, capitale dello stato dell'Acre.

## Storia
L'Atlético Clube Juventus è stato fondato il 1º maggio 1966 da Elias Mansour Simão Filho, José Aníbal Tinôco, padre Antônio Aneri, Dinah Gadelha Dias, Valter Félix de Souza e Iolanda Souza e Silva. Il nome del club è un tributo alla Juventus dell'Italia, dopo un suggerimento da parte di padre Antônio Aneri.
Nel 1990, nel 1996, e nel 2010, il club ha partecipato alla Coppa del Brasile, nel 1990 è stato eliminato ai sedicesimi di finale dal Rio Negro, nel 1996 è stato eliminato ai sedicesimi di finale dal Cruzeiro, dopo aver eliminato al primo turno l'Atlético Roraima, e infine nel 2010 è stato eliminato al primo turno dall'Atlético Mineiro.

## Palmarès

### Competizioni regionali
- Torneio Integração da Amazônia: 2

1981, 1982

### Competizioni statali
- Campionato Acriano: 14

1966, 1969, 1975, 1976, 1978, 1980, 1981, 1982, 1984, 1989, 1990, 1995, 1996, 2009